# Уборок (платформа)
Убо́рок (бел. Убо́рак) — остановочный пункт грузо-пассажирских поездов, расположенный на неэлектрифицированной железнодорожной ветке Верейцы — Гродзянка линии Минск — Осиповичи в Осиповичском районе, Могилёвская область, Беларусь.
Расположен между остановочными пунктами Гомоновка и Погорелое.
По состоянию на 2020 год грузо-пассажирские перевозки с высадкой на остановочном пункте выполняются ежедневно два раза в день тепловозом М62 по маршруту Осиповичи I — Гродзянка. Примерное время в пути со всеми остановками от станции Осиповичи I (начало полного маршрута) — 1 час 9 минут, от станции Верейцы — 44 минуты, от станции Гродзянка — 20 минут.
Платформа находится в непосредственной близости от одноимённого посёлка и была построена в начале XX века как железнодорожная станция, от которой в восточном направлении начинался ещё один участок пути, на станцию Завишин в деревне Холуи (сейчас — агрогородок Липень). Во время Великой Отечественной войны этот участок оказался разрушен и в последующем не восстанавливался.